# Etablierte und Außenseiter
Etablierte und Außenseiter ist ein Buch von Norbert Elias und John L. Scotson, welches zuerst in englischer Sprache (The Established and the Outsiders) 1965 veröffentlicht wurde. Es ist ein Grundlagenwerk der Prozesssoziologie zur „Theorie von Etablierten-Außenseiter-Beziehungen“ und beschreibt die eigendynamische Grundstruktur der langfristigen Herausbildung von sozialen Ungleichheiten bzw. Machtunterschieden innerhalb einer Figuration.
Im Buch werden die Ergebnisse einer empirischen Studie zur Nachbarschaftsbeziehung von Einwohnern eines Vororts der wachsenden englischen Industriestadt Leicester mit einem relativ alten Kernbezirk und zwei jüngeren Bezirken analysiert und machttheoretisch beschrieben. Die Studie zeigt, dass sich soziale Ungleichheiten hier nicht nur entlang von Schicht, Rasse oder Ethnie bildeten, sondern besonders nach der Dauer, die Menschen in der Gemeinde wohnten: Die etablierten „Alteingesessenen“ und die nach dem Zweiten Weltkrieg in die Gemeinde zugezogenen Außenseiter bildeten eine „Etablierten-Außenseiter-Figuration“ aus.
Das Buch besteht aus einem grundlegenden Theorieteil, der Präsentation der Studienergebnisse sowie drei theoretischen Exkursen. Die theoretischen Teile gehen auf Norbert Elias zurück, der von 1954 bis 1962 an der Universität von Leicester Soziologie lehrte und in dem untersuchten Vorort lebte. John L. Scotson studierte Soziologie und führte unter Anleitung von Elias die empirische Untersuchung durch. Der Untersuchungszeitraum war zwischen 1958 und 1961.

## Grundzüge der Studie
Ansatzpunkt der Studie war die Beobachtung, dass sich die Etablierten von den neuen Mitbewohnern distanzierten und sich auf keine privaten Kontakte mit den „Neuen“ einließen. Stattdessen kam es zu massiver Stigmatisierung der zugezogenen Einwohner. Elias und Scotson versuchen dies im Buch zu erklären.
Ausschlaggebend für solche merkwürdigen Distanzierungen zwischen eigentlich gleichen Menschengruppen sind nach den Autoren des Buches „ungleiche Machtbalancen“. Die Etablierten haben eine größere Macht, da sie eine homogene Gruppe bilden, die sich über eine längere Zeit entwickelt hat, während die Außenseitergruppe eine größere Heterogenität aufweist, da die „Neuen“ sich erst seit Kurzem kennen. Aus diesem Grund sind die Etablierten in der Lage, die Neuen zu stigmatisieren. Dieser soziale Prozess wird von den Autoren wie folgt dargestellt:
Die „alten Familien“ haben über Generationen in ihrer Gemeinde „eine gemeinsame Lebensweise und einen Normenkanon ausgebildet“. Diese werden durch die neuen Familien unbewusst gestört, da sie die ortsüblichen Verhaltensmuster und den dazugehörigen Normenkanon nicht kennen. Deshalb fühlen sich die alten Familien unbewusst in ihrer gewohnten Art zu leben bedroht – sie werden unsicher.
Die Etablierten schließen sich immer enger zusammen, die Kohäsion nimmt zu, hervorgerufen durch einen Mechanismus von „Zuckerbrot und Peitsche“. Belohnt werden diejenigen, die sich an die Normen der Alten halten. Sie können in der sozialen Rangordnung der Etablierten aufsteigen. Wer sich etwa mit den Neuen einlässt, der wird bestraft durch einen sozialen Abstieg bei den Etablierten. Es sind somit verschiedene Zwänge, denen die Menschen unterliegen: Zwänge, die der Einzelne sich auferlegt (Selbstzwänge), hervorgerufen durch eine Gruppenmeinung und die damit verbundene Bedrohung durch den sozialen Abstieg (Fremdzwänge). „Die Teilhabe an der Überlegenheit und dem einzigartigen Charisma einer Gruppe ist gleichsam der Lohn für die Befolgung gruppenspezifischer Normen.“ Hier besteht auch ein Zusammenhang zu dem von Elias beschriebenen, langfristigen Prozess der Zivilisation: Die Menschen verinnerlichen im Laufe der Entwicklung von Generationen immer mehr Fremdzwänge zu Selbstzwängen.
„Selbstverständlich sieht es dann so aus, dass die Mitglieder einer Außenseitergruppe diesen Normen und Zwängen nicht gehorchen.“ Die Etablierten nehmen sie also als etwas Fremdes und Bedrohliches wahr und die Außenseiter bemerken natürlich auch den Unterschied und die Stigmatisierung durch die Etablierten. Sie werden in eine Gegnerschaft hineingetrieben, „ohne recht zu verstehen, was da geschah, und gewiß ohne eigenes Verschulden.“ Interessanterweise verhalten sich die Außenseiter dann zum Teil tatsächlich so, wie die Etablierten es verurteilten. Sie waren scheinbar unzuverlässig, undiszipliniert, gesetzlos und unsauber. „Gib einer Gruppe einen schlechten Namen und sie wird ihm nachkommen.“ Das Verhalten von Etablierten und Außenseitern steht in interdependentem Zusammenhang. Die Außenseiter messen sich selbst am Maßstab ihrer Unterdrücker. Aber auch das Selbstwertgefühl und das Selbstbild der Etablierten ist von der Existenz der Außenseiter abhängig.
Wenn sich die Machtbalance zwischen den beiden Gruppen ausgleicht oder die Außenseiter sogar mehr Macht erhalten, kann es zu Gegenstigmatisierung kommen. Die Außenseiter rächen sich an den Etablierten. Bei einer Verschiebung der Machtbalance zugunsten der Außenseiter beginnen auch die traditionellen Selbstzwangmuster, die Verhaltensmuster der Etablierten, zusammenzubrechen. Die Belohnung für dieses Verhalten bleibt aus, so dass die Etablierten andere Verhaltensmuster lernen müssen, um wieder Erfolg haben zu können.

## Übertragbarkeit der Theorie
Nach Elias ist die in diesem englischen Ort beobachtete soziale Dynamik als typisch für Figurationen mit Etablierten-Außenseiter-Verhältnis anzusehen. Im Kern so einer Figuration steht eine ungleiche Machtbalance, der größere Zusammenhalt, der es den Etablierten ermöglicht, den Mitgliedern ihrer eigenen Gruppe sozial höherwertige Positionen zu reservieren, was wiederum den Zusammenhalt stärkt, und die Mitglieder anderer Gruppen davon ausschließt. Bei so einer Etablierten-Außenseiter-Figuration neigt die Etabliertengruppe dazu, den Außenseitern die schlechtesten Eigenschaften ihrer „schlechtesten“ Mitglieder zuzuschreiben, während sich die Etablierten umgekehrt mit den Eigenschaften der „besten“ ihrer Gruppe identifizieren.
Die Autoren weisen an anderer Stelle darauf hin, „dass das Aufwachsen in einer Gruppe von stigmatisierten Außenseitern zu bestimmten intellektuellen und emotionalen Defiziten führen kann“. Die Außenseitergruppe leidet unter einem Mangel, der hier nicht ökonomischer, sondern sozialer Natur ist: „Wie soll man ihn benennen? Mangel an Wert? Oder Sinn? An Selbstliebe und Selbstachtung?“ Es lässt sich hieraus ein Selbstwertbedürfnis der Menschen ableiten.
Die Autoren weisen auch auf andere Figurationen von Etablierten und Außenseiterbeziehungen hin. Zum Beispiel die Burakumin in Japan, die unterste Kaste in Indien, Feudalherren und Leibeigene, Weiße und Schwarze, Nicht-Juden und Juden, Katholiken und Protestanten, Männer und Frauen, Figurationen von sozialen Klassen, Parteien oder Gefangenen, aber auch mächtige Nationen gegenüber schwachen Nationen.

## Forschung auf Basis der Theorie
Studien in unterschiedlichsten Bereichen basieren auf dem theoretischen Ansatz von Etablierten und Außenseitern und bestätigen das Erklärungsmodell beispielsweise in folgenden Figurationskontexten:
- Migration & Flucht[17]
- Juden in Deutschland[18]
- Wohnquartiere[19]
- Familie[20]
- Nation und Elternschaft (Beziehungsgeflechte auf und zwischen unterschiedlichen Figurationsebenen: Eltern-Kind, Mütter & Väter, Eltern & nationale Institutionen wie Gerichte, Schulen, Kitas etc.)[21]
- Geschlechterverhältnisse[22][23]

## Ausgaben
- The established and the outsiders. A sociological enquiry into community problems. F. Cass, London 1965.
- Etablierte und Aussenseiter. Übersetzt von Michael Schröter, Suhrkamp, Frankfurt am Main 1990, ISBN 3-518-58058-2 (als Suhrkamp-Taschenbuch 1993, ISBN 3-518-38382-5).
- Etablierte und Außenseiter. In: Gesammelte Schriften. Band 4. Frankfurt/M. 2002, ISBN 3-518-58318-2.
- The established and the outsiders. University College Dublin Press, Dublin 2008, ISBN 978-1-904558-92-7.